# Gastroptilops ater
Gastroptilops ater là một loài ruồi trong họ Tachinidae.